# Allan Miranda
Allan Ricardo Miranda Albertazzi (San José, 28 maggio 1987) è un calciatore costaricano, attaccante del Sarchí.

## Carriera

### Club
Ha giocato nella massima serie costaricana, in quella guatemalteca ed in quella maltese.

### Nazionale
Nel 2016 ha esordito in nazionale.

## Statistiche

### Cronologia presenze e reti in nazionale
| Cronologia completa delle presenze e delle reti in nazionale ― Costa Rica | Cronologia completa delle presenze e delle reti in nazionale ― Costa Rica | Cronologia completa delle presenze e delle reti in nazionale ― Costa Rica | Cronologia completa delle presenze e delle reti in nazionale ― Costa Rica | Cronologia completa delle presenze e delle reti in nazionale ― Costa Rica | Cronologia completa delle presenze e delle reti in nazionale ― Costa Rica | Cronologia completa delle presenze e delle reti in nazionale ― Costa Rica | Cronologia completa delle presenze e delle reti in nazionale ― Costa Rica |
| Data                                                                      | Città                                                                     | In casa                                                                   | Risultato                                                                 | Ospiti                                                                    | Competizione                                                              | Reti                                                                      | Note                                                                      |
| ------------------------------------------------------------------------- | ------------------------------------------------------------------------- | ------------------------------------------------------------------------- | ------------------------------------------------------------------------- | ------------------------------------------------------------------------- | ------------------------------------------------------------------------- | ------------------------------------------------------------------------- | ------------------------------------------------------------------------- |
| 2-2-2016                                                                  | Barinas                                                                   | Venezuela                                                                 | 1 – 0                                                                     | Costa Rica                                                                | Amichevole                                                                | -                                                                         |                                                                           |
| 6-9-2016                                                                  | San José                                                                  | Costa Rica                                                                | 3 – 1                                                                     | Panama                                                                    | Qual. Mondiali 2018                                                       | -                                                                         | 76’                                                                       |
| 13-1-2017                                                                 | Panama                                                                    | Costa Rica                                                                | 0 – 0                                                                     | El Salvador                                                               | Qual. Gold Cup 2017                                                       | -                                                                         |                                                                           |
| 20-1-2017                                                                 | Panama                                                                    | Honduras                                                                  | 1 – 1                                                                     | Costa Rica                                                                | Qual. Gold Cup 2017                                                       | -                                                                         |                                                                           |
| 22-1-2017                                                                 | Panama                                                                    | Panama                                                                    | 1 – 0                                                                     | Costa Rica                                                                | Qual. Gold Cup 2017                                                       | -                                                                         | 77’                                                                       |
| Totale                                                                    |                                                                           | Presenze                                                                  | 5                                                                         |                                                                           | Reti                                                                      | 0                                                                         |                                                                           |